# 花園町 (奈良市)
花園町（はなぞのちょう Hanazono-chō）は、奈良県奈良市の中央部、市街地の中央部に位置する地区である。郵便番号は630-8328。

## 地理
奈良市の中央部、市街地の中央部に位置する、東西方向に広がる地区である。東は井上町、西は東木辻町に接する。

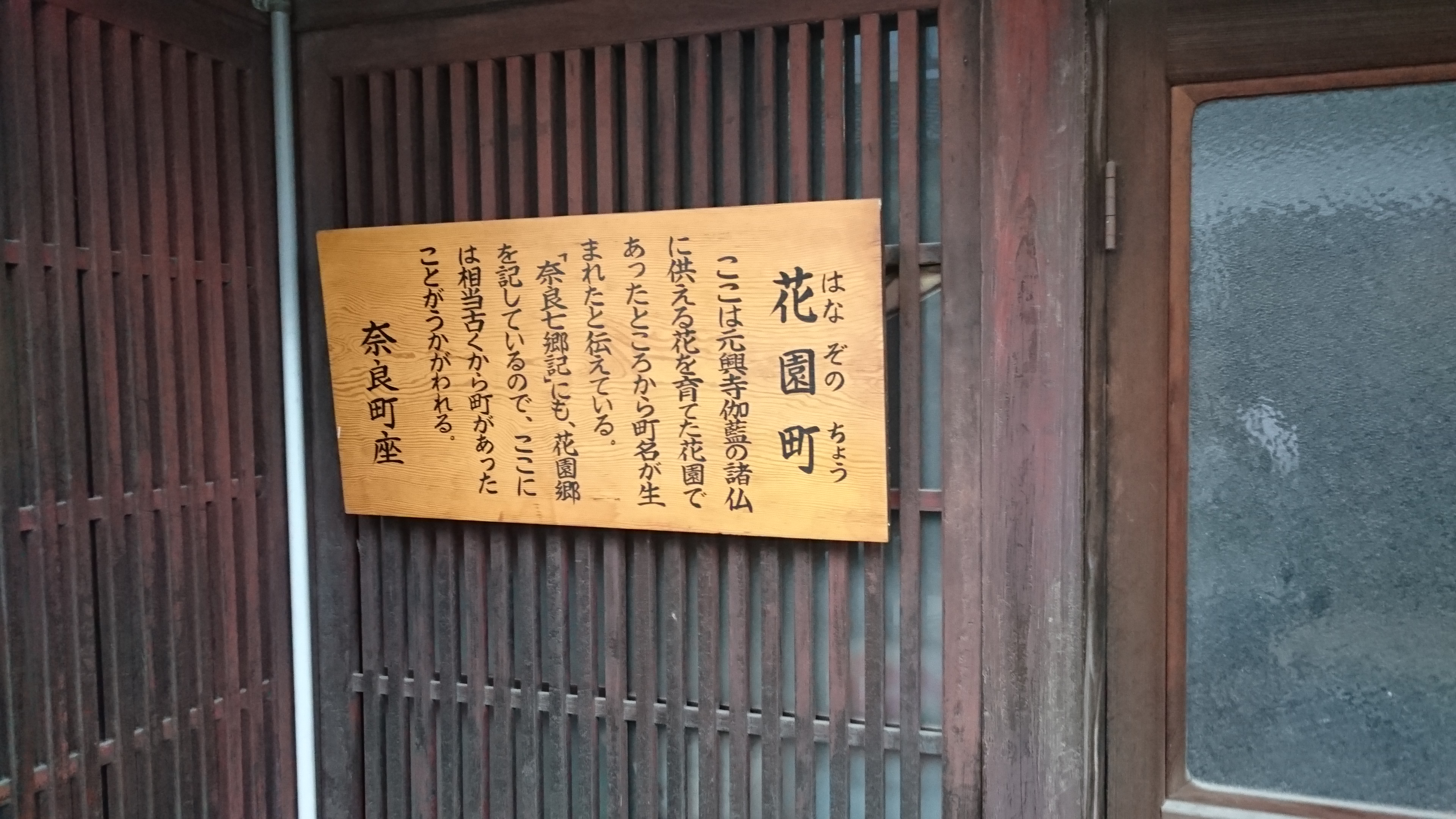
奈良町の看板

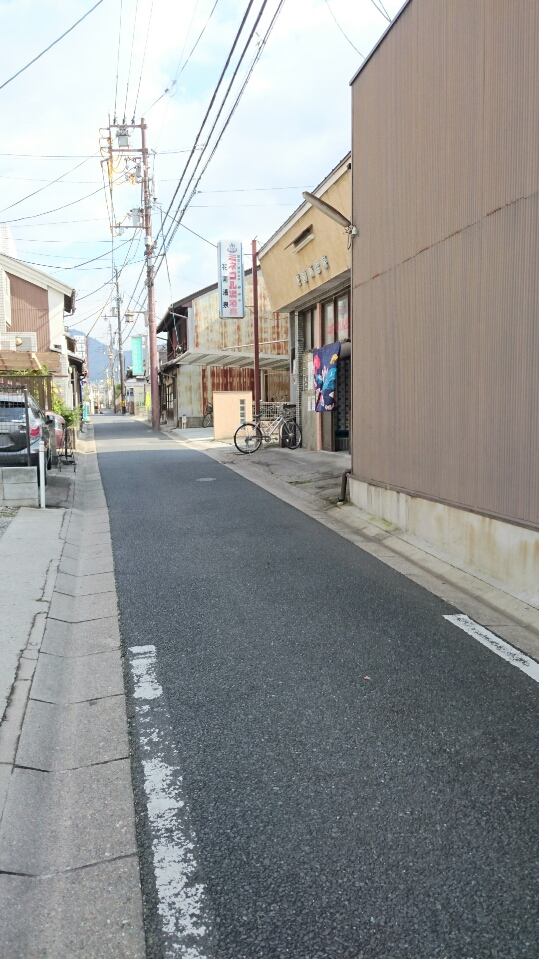
花園町の街並み

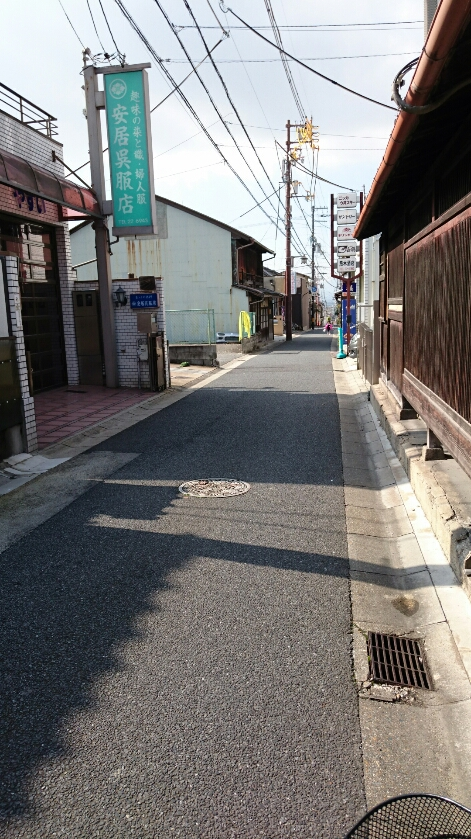
花園町の街並み

東西の通りに面して住宅が並ぶ。

### 地名の由来
- かつて元興寺に供えるための花園があったといわれているため[1]。
- 1687年に著された「奈良曝」によると、花園町の名の由来は藤原豊成の屋敷の中に花壇があったこととされているが、同時にこれは後世で付会されたものとされている。

## 歴史
鎌倉期から民屋が立ち並んでいた。当初は元興寺の寺辺郷であったが元興寺の衰退により興福寺の寺辺郷となった。当時は花園郷と呼ばれていた。
江戸期には、能役者や、春日若宮おん祭に参勤する大名の宿所を提供する宿場町になっていた。

## 施設

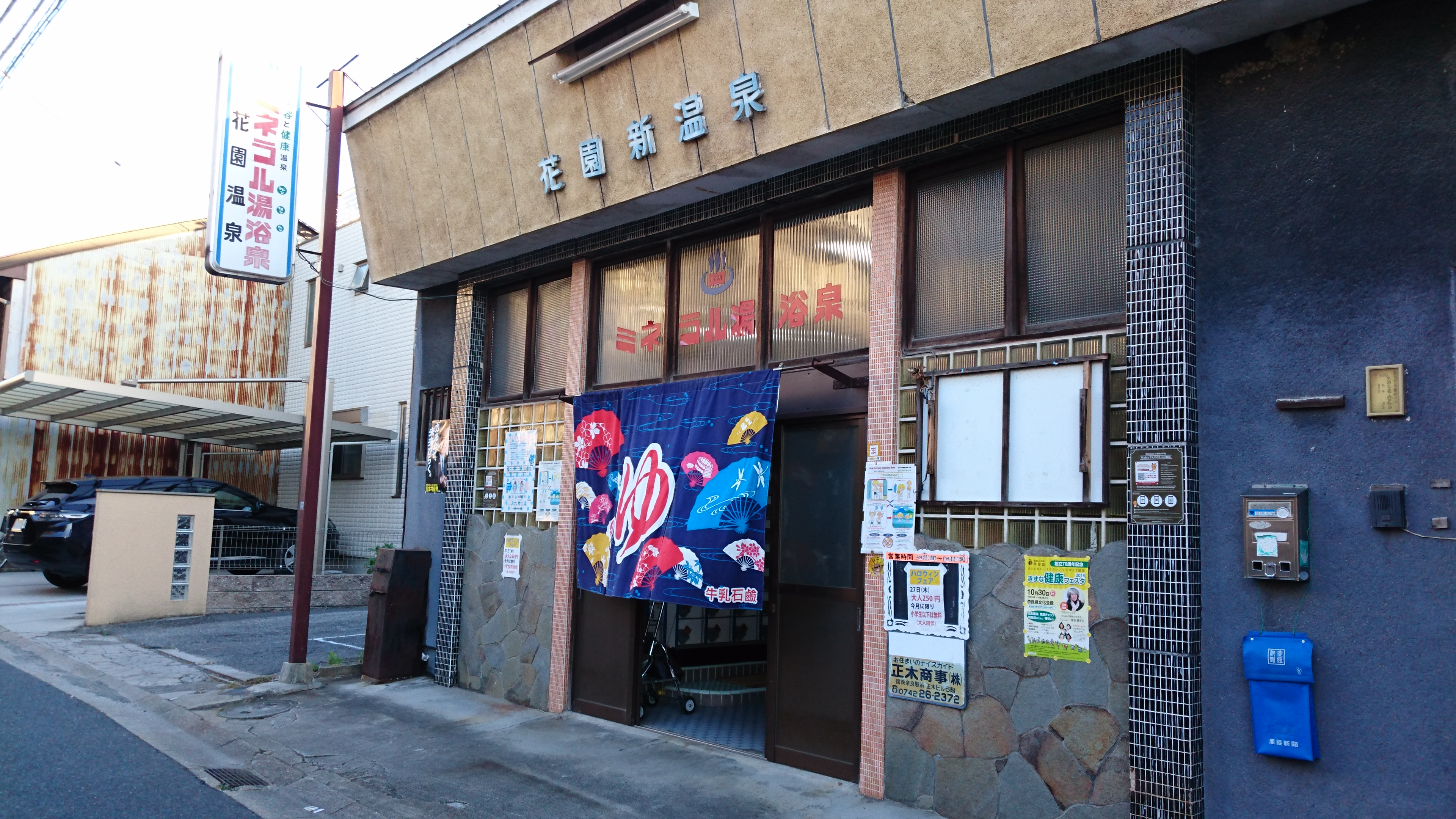
温泉の外観

- 花園温泉[2]

## 小・中学校の学区
- 奈良市立済美小学校、および奈良市立春日中学校の学区に属する[3]。

## 交通

### バス
- 奈良交通
  - 市内循環外回り　北京終駅が最寄り